# Madison (Connecticut)

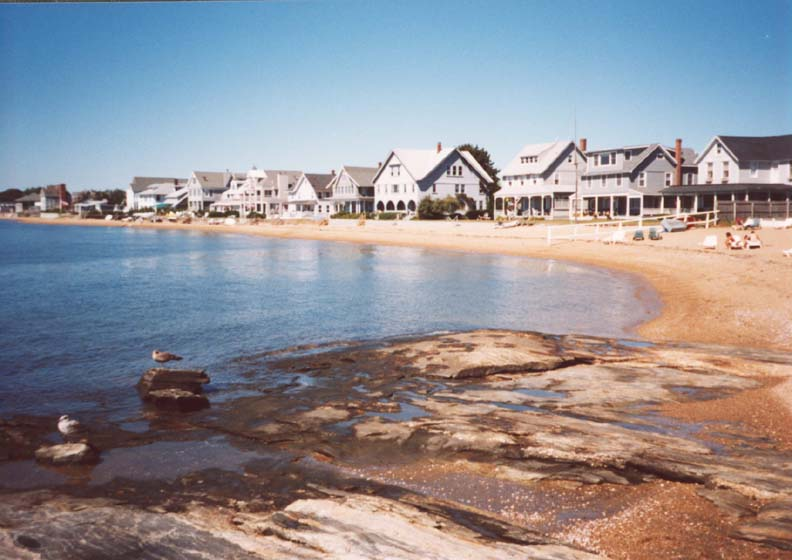
Madison (Connecticut), 2004

Madison ist eine Stadt im New Haven County im US-Bundesstaat Connecticut. Das U.S. Census Bureau ermittelte bei der Volkszählung 2020 eine Einwohnerzahl von 17.691.
An der Long-Island-Sound-Küstenlinie Connecticuts besitzt die Stadt eine zentrale Lage. Erste Siedler erreichten Madison im Jahr 1641. Im 18. Jahrhundert war Madison als East Guilford bekannt, bis es im Jahr 1826 zur Stadt erhoben wurde.

## Schulen
- Island Avenue Elementary School
- K. H. Ryerson Elementary School
- J. M. Jeffrey Elementary School
- Dr. R. H. Brown Lower Middle School
- Walter C. Polson Upper Middle School
- Daniel Hand High School

## Söhne und Töchter der Stadt
- Brad Anderson, Filmregisseur und Drehbuchautor
- Zachary Donohue, Eistänzer
- Rob Moroso, Rennfahrer
- William Warren Scranton, Politiker